# Staurostoma mertensii
Staurostoma mertensii är en nässeldjursart som först beskrevs av Brandt 1838.  Staurostoma mertensii ingår i släktet Staurostoma, och familjen Laodiceidae. Det är osäkert om arten förekommer i Sverige.